# Анрахай
Анраха́й (каз. Аңырақай) — станційне селище у складі Кордайського району Жамбильської області Казахстану. Входить до складу Отарського сільського округу.
Населення — 88 осіб (2021; 180 у 2009, 155 у 1999, 103 у 1989).